# ТЕЦ Відахім
ТЕЦ Видахім — болгарська теплоелектроцентраль у придунайському місті Видин, яка обслуговувала роботу хімічного комбінату Видахім (виробництво поліамідного волокна та шин).
ТЕЦ спорудили в 1966—1970 роках. На її майданчику змонтували три парові котли типу ПТ-47 продуктивністю по 220 тонн пари на годину, від яких, зокрема, живились дві теплофікаційні турбіни типу ПТ-25-90/10М потужністю по 30 МВт.
Для охолодження використовували воду з Дунаю. Як паливо ТЕЦ споживала імпортоване кам'яне вугілля, котре доправляли по Дунаю. Видалення продуктів згоряння відбувалось через димар заввишки 120 метрів.
У 2014 році станція виробила 334 млн кВт·год електроенергії. Утім, уже у 2015-му хімічний завод остаточно збанкрутував, а ТЕЦ зупинилась.